# Urban Decay (cosmetice)
Urban Decay, un brand American de produse cosmetice  cu sediul în Newport Beach, California, este o filiala a companiei franceze de cosmetice L ' oréal.
Gama lor include produse de buze, ochi, unghii, precum și altele de corp și față. Piața sa țintă sunt femeile tinere, deși nu este limitată la această gamă, și este, de asemenea, proiectat pentru a face apel la clienții care doresc să achiziționeze produse de machiaj care sa nu dauneze pielii. Proodusele sale sunt vândute în marile magazine din Statele Unite, cum ar fi Macy, Sephora, Ulta, Nordstrom, și de pe site-ul oficial precum și în alte câteva țări, cum ar fi Mexic și Germania.

## Istoria

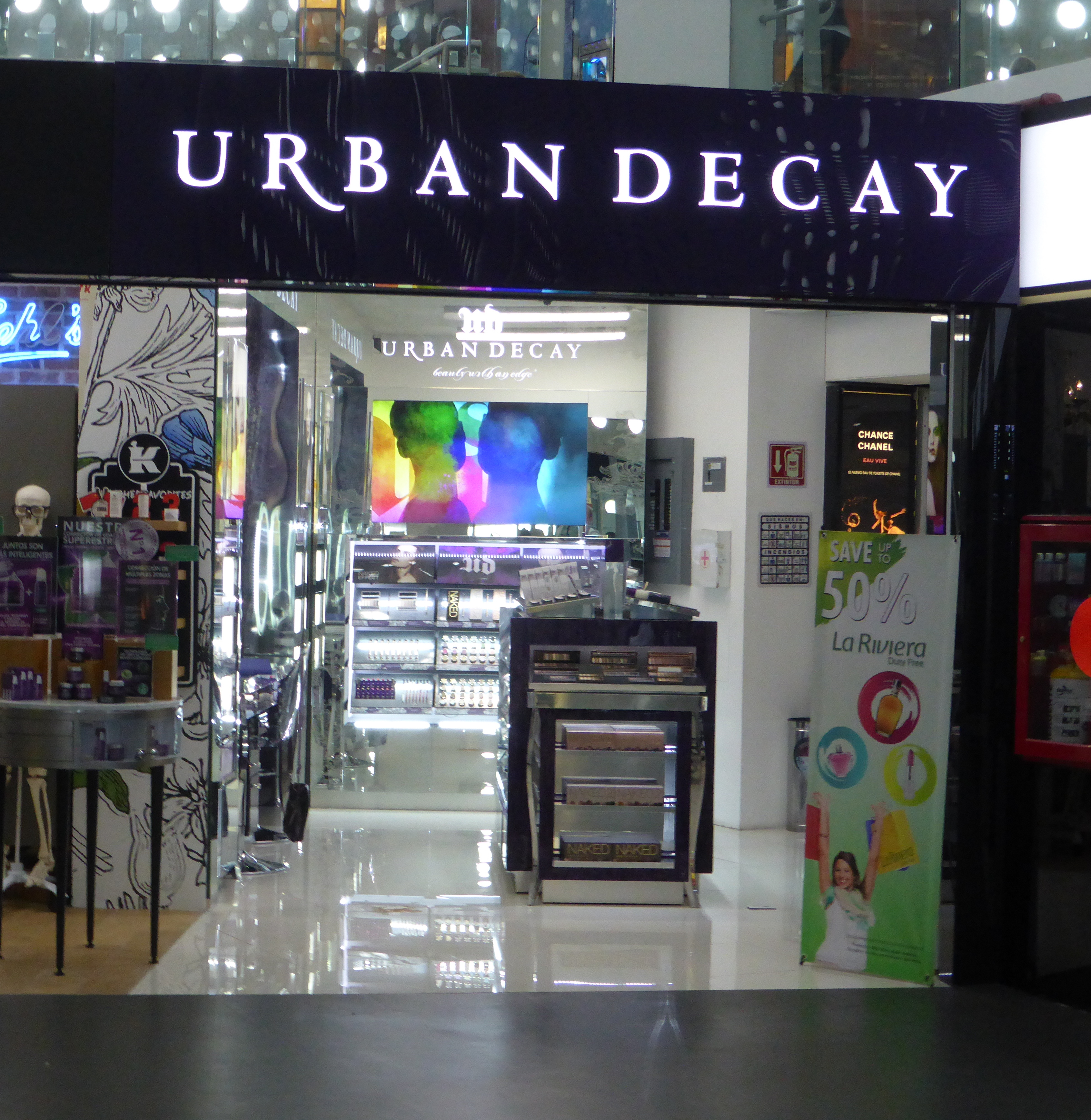
Urban Decay shop at Mexico City International Airport

Roz, roșu și bej erau tonurile care au dominat industria frumuseții până la mijlocul anilor 90. În 1995, Sandy Lerner, un co-fondator al Cisco Systems, și Pat Holmes erau la vila lui Lerner, înafara Londrei, când Holmes a amestecat zmeură cu negru pentru a forma o nouă culoare, pe care au numit-o Urban Decay. Apoi, au decis să-și deschidă o companie de cosmetice. Lansată în Ianuarie 1996, compania oferea o colecție de zece rujuri și 12 lacuri de unghii. Paleta lor de culori a fost insipirată din peisajele urbane, și aveau nume precum Gândac, Fum, Ruginit, Ulei Scurs și Ploaie Acidă.
În 2000, Moet-Hennessy Louis Vuitton a cumpărat Urban Decay. În 2002, Falic Group (proprietarii colecțiilor Perry Ellis) au cumpărat Urban Decay. În 2009, Castanea Partners (o firmă privată) au obținut Urban Decay. Pe 26 noiembrie 2012, L'Oréal au anunțat că vor cumpăra Urban Decay Cosmetics. L'Oréal a câștigat compania în 2013. L'Oréal a plătit o sumă estimată de $350 miloane pentru Urban Decay.
Primăvara în 2015, Urban Decay s-au extins pe plan media cu un site Tumblr, The Violet Underground. Avea colaborări cu artiști tineri cum ar fi Baron Von Fancy.

## Testarea pe animale
În 2009, Urban Decay a primit aprobarea de la  Coalition for Consumer Information on Cosmetics, și People for the Ethical Treatment of Animals (PETA) au premiat compania cu al cincilea premiu Cea Mai Buna Colectie de Machiaje care să nu dăuneze pielii.
Totuși, PETA a șters Urban Decay de pe lista lor cu produse de machiaj care nu dăunează pielii după ce Urban Decay au anunțat pe 6 iunie 2012 că vor începe să-și vândă produsele și în China, o țară știută pentru comportamentul lor față de testarea produselor pe animale înainte de a le lansa pe piață. O lună mai târziu, pe 6 iulie 2012, Urban Decay a anunțat că nu își vor mai vinde produsele în China.
Începând cu anul 2014 Urban Decay nu a mai angajat animale în creația produselor. PETA și The Leaping Bunny Program (CCIC) au declarat brand-ul ca fiind nedăunător. Urban Decay oferă pensule 100% sintetice create din taklon, o alternativă pentru pensulele create din păr de animal.

## Colecții
The Naked Collection a fost lansată inițial cu Naked Palette, un set de 12 farduri în culori neutre, mate și metalice și o pensulă originală sintetică.
The Naked Palette are un scor de 4.9 din 5 stele și 99% din consumatori o recomandă.
Mai târziu colecția s-a extins cu alte palete incluzând
Naked 2, Naked2 Basics, Naked 3, Naked Smoky, și Naked Ultimate Basics. O sub-colecție de la colecția originală Naked, Naked Complexion, includ alte produse de piele cum ar fi fonduri de ten, corectoare, farduri de obraz și instrumente de machiaj pentru fiecare.
Urban Decay au de asemenea colaborări cu celebrități precum Gwen Stefani. Colaborarea cu Gwen Stefani face parte dintr-o inițiativă pentru drepturile femeilor, The Ultraviolet Edge, pe care Urban Decay a lansat-o urmând ca banii pe care îi câștigă să-i doneze unei organizații benefice femeilor în 2016.
De asemenea, compania a lansat și două palete ediție limitată inspirate din filmele Disney Alice in Wonderland și Alice Through the Looking Glass.
La începutul anului 2017, Urban Decay a anunțat că vor lansa o colecție de ruj lichid numit Vice.

## External links
- Site web oficial